# Zărnești
Zărnești là một thị xã thuộc hạt Brașov, România. Dân số thời điểm năm 2002 là 25332 người.